# Ratkovské Bystré
Ratkovské Bystré este o comună slovacă, aflată în districtul Revúca din regiunea Banská Bystrica. Localitatea se află la altitudinea de 402 m deasupra n.m., se întinde pe o suprafață de 27,41 km2 și în 2017 număra 338 de locuitori. Se învecinează cu comuna Hrlica.

## Istoric
Localitatea Ratkovské Bystré este atestată documentar din 1413.

## Demografie
| An:                | 1994 | 2004    | 2014   | 2024    |
| ------------------ | ---- | ------- | ------ | ------- |
| Număr de persoane: | 466  | 402     | 365    | 289     |
| Diferență:         |      | −13,73% | −9,20% | −20,82% |

| An:                | 2023 | 2024   |
| ------------------ | ---- | ------ |
| Număr de persoane: | 294  | 289    |
| Diferență:         |      | −1,70% |